# 漢密爾頓鎮區 (密歇根州克萊爾縣)
漢密爾頓鎮區（英語：Hamilton Township）是位於美國密歇根州克萊爾縣的一個行政鎮區。

## 地方資料
漢密爾頓鎮區的面積為94.17平方千米，當中陸地面積為92.90平方千米，而水域面積為1.27平方千米。根據2020年美國人口普查的數據，當地共有人口1785人，而人口密度為每平方千米18.96人。